# Order Wojskowy Świętego Henryka
Królewski Saski Order Wojskowy św. Henryka (niem. Königlich Sächsischer Militär St.Heinrichsorden) – w latach 1736–1919 najwyższe odznaczenie wojskowe Królestwa Saksonii, najstarszy i od 1807 drugi order w saskiej kolejności starszeństwa po Orderze Korony Rucianej, a przed powstałym w 1815 Orderem Zasługi Cywilnej.
Obecnie istnieje jako order domowy linii albertyńskiej królewskiej dynastii Wettynów.
Jest najstarszym znanym niemieckim odznaczeniem wojennym.

## Historia
Order ustanowiony został 7 listopada 1736 na zamku Hubertusburg przez króla Polski i elektora Saksonii Augusta III w dzień jego 40. urodzin i ku czci cesarza św. Henryka II, ostatniego władcy Świętego Cesarstwa Rzymskiego z dynastii saskiej. Przeznaczony był wyłącznie dla oficerów za niezwykłą waleczność na polu walki lub za 50 lat wiernej służby. O pierwszych nadaniach nic nie wiadomo, nie było ich zapewne wiele, gdyż order popadł niejako w letarg aż do roku 1768, gdy został odnowiony przez następcę Augusta, regenta Ksawerego Wettyna.
Do 7 października 1807 nadawany był w jednej klasie, później w trzech klasach:
- Krzyż Wielki (Großkreuz),
- Komandor (Commandeur),
- Kawaler (Ritter)[2].

23 grudnia 1829 roku order został ponownie odnowiony przez króla Saksonii Antoniego, który nadał mu nowe statuty i zmienił wygląd insygniów. Order otrzymał cztery klasy:
- I klasa – Krzyż Wielki (dla generałów lejtnantów dowodzących korpusami),
- II klasa – Komandor I Klasy (dla generałów lejtnantów i generałów-majorów dowodzących brygadami w polu),
- III klasa – Komandor II Klasy (dla oficerów sztabowych),
- IV klasa – Kawaler[2].

17 marca 1796 dodano jako V klasę, połączony z orderem:
- Medal Zasługi Wojskowej (złoty lub srebrny – dla podoficerów i szeregowych)[2][1].

Liczba żyjących odznaczonych Krzyżem Wielkim (nie licząc aktualnie panującego króla jako wielkiego mistrza) była zawsze bardzo mała, np. w 1828 – sześciu, w 1837 – pięciu, w 1847 –żadnego, w 1857 – dwóch, w 1866 – jeden, w 1877 w spisie odznaczeń żadnych odznaczonych w żadnej klasie nie wymieniono.
Nie nadawany od 1918 jako odznaczenie państwowe i ostatecznie zniesiony 11 sierpnia 1919, przetrwał do 2012 jako order domowy, a do dzisiaj zarejestrowany związek historyczny w RFN.

## Insygnia
Krzyż orderu (różnej wielkości w różnych klasach) to złoty krzyż maltański z białymi brzegami, z podobizną św. Henryka w medalionie środkowym awersu, otoczoną napisem Fridericus Augustus D.G. Rex Saxoniae instauravit, i z saskim Herbem Rucianym w medalionie rewersu otoczonym dewizą orderu VIRTUTI IN BELLO (Męstwu na Wojnie). Między ramionami krzyża znajdują się zielone wianki ruciane. Ośmiopromienna złota gwiazda I i II klasy nosi na sobie awers krzyża otoczony dewizą orderu. Order noszony był na niebieskiej wstędze z żółtymi paskami po bokach, przy I klasie z prawego ramienia na lewy bok. Odznaki wszystkich klas zawieszone były na złotej koronie królewskiej.
Z orderem związany był dwuklasowy (złoty i srebrny) Medal Zasług Wojskowych (Militärverdienstmedaille) dla podoficerów i żołnierzy, ustanowiony w roku 1793 przez elektora Fryderyka Augusta I i noszony na wstążce orderu św. Henryka.

## Wielcy Mistrzowie
- Fryderyk August Wettyn (1736–1763)
- Fryderyk Krystian Wettyn (1763)
- Fryderyk August I Wettyn (1763–1827)
- Antoni I Wettyn (1827–1836)
- Fryderyk August II Wettyn (1836–1854)
- Jan I Wettyn (1854–1873)
- Albert I Wettyn (1873–1902)
- Jerzy I Wettyn (1902–1904)
- Fryderyk August III Wettyn (1904–1932)
- Fryderyk Chrystian Wettyn (1932–1968)
- Maria Emanuel Wettyn (1968–2012)
- Albert Józef Wettyn (2012)
- Aleksander de Afif (od 2012)

## Odznaczeni
Wśród polskich znanych odznaczonych znaleźli się m.in. wyróżnieni w roku ustanowienia orderu:
- ks. August Aleksander Czartoryski,
- ks. Jerzy Ignacy Lubomirski,
- ks. Aleksander Jakub Lubomirski,
- ks. Aleksander Józef Sułkowski[5],
- hr. Fryderyk August Rutowski[15],

a w 1815 krzyże komandorskie z gwiazdami otrzymali byli adiutanci saskiego króla:
- gen. Franciszek Paszkowski,
- gen. Kazimierz Turno[16].